# 24 Heures du Mans 1987
Navigation
Édition précédente Édition suivante
Les 24 Heures du Mans 1987 sont la 55e édition de l'épreuve et se déroulent les 13 et 14 juin 1987 sur le circuit de la Sarthe. Cette course est la cinquième manche du Championnat du monde des voitures de sport 1987 (WSC - World Sportscar Championship).

## Nombre de pilotes qualifiés pour la course
Pour ces cinquante-cinquièmes 24 Heures du Mans, 141 pilotes qualifiés et le même nombre au départ de la course malgré le retrait d'une voiture.
| 41 Français   | 30 Britanniques | 13 Japonais     | 11 Américains | 8 Allemands |
| 5 Belges      | 4 Danois        | 4 Sud-Africains | 3 Australiens | 3 Suédois   |
| 3 Suisses     | 2 Canadiens     | 2 Espagnols     | 2 Irlandais   | 2 Italiens  |
| 1 Argentin    | 1 Autrichien    | 1 Brésilien     | 1 Grec        | 1 Marocain  |
| 1 Néerlandais | 1 Néo-Zélandais | 1 Norvégien     |               |             |

## Déroulement de la course

### Classements intermédiaires
| Pos. | Après la 1re heure | Après la 1re heure                                                                    | Après 6 heures | Après 6 heures                                                                        | Après 12 heures | Après 12 heures                                                                         | Après 18 heures | Après 18 heures                                                                         |
| Pos. | n°                 | Voiture / Pilotes                                                                     | n°             | Voiture / Pilotes                                                                     | n°              | Voiture / Pilotes                                                                       | n°              | Voiture / Pilotes                                                                       |
| ---- | ------------------ | ------------------------------------------------------------------------------------- | -------------- | ------------------------------------------------------------------------------------- | --------------- | --------------------------------------------------------------------------------------- | --------------- | --------------------------------------------------------------------------------------- |
| 1    | 4                  | Silk Cut Jaguar ( Tom Walkinshaw Racing) Jaguar XJR-8 (C1) Cheever - Boesel - Lammers | 6              | Silk Cut Jaguar ( Tom Walkinshaw Racing) Jaguar XJR-8 (C1) Brundle - Nielsen - Hahne  | 17              | Rothmans Porsche AG Porsche 962C (C1) Stuck - Bell - Holbert                            | 17              | Rothmans Porsche AG Porsche 962C (C1) Stuck - Bell - Holbert                            |
| 2    | 17                 | Rothmans Porsche AG Porsche 962C (C1) Stuck - Bell - Holbert                          | 5              | Silk Cut Jaguar ( Tom Walkinshaw Racing) Jaguar XJR-8 (C1) Lammers - Watson - Percy   | 6               | Silk Cut Jaguar ( Tom Walkinshaw Racing) Jaguar XJR-8 (C1) Brundle - Nielsen - Hahne    | 4               | Silk Cut Jaguar ( Tom Walkinshaw Racing) Jaguar XJR-8 (C1) Cheever - Boesel - Lammers   |
| 3    | 6                  | Silk Cut Jaguar ( Tom Walkinshaw Racing) Jaguar XJR-8 (C1) Brundle - Nielsen - Hahne  | 17             | Rothmans Porsche AG Porsche 962C (C1) Stuck - Bell - Holbert                          | 4               | Silk Cut Jaguar ( Tom Walkinshaw Racing) Jaguar XJR-8 (C1) Cheever - Boesel - Lammers   | 72              | Primagaz Compétition ( Team Obermaier) Porsche 962C (C1) Lässig - Yver - de Dryver      |
| 4    | 5                  | Silk Cut Jaguar ( Tom Walkinshaw Racing) Jaguar XJR-8 (C1) Lammers - Watson - Percy   | 15             | Equipe Liqui Moly ( Richard Lloyd Racing) Porsche 962C (C1) Palmer - Weaver - Cobb    | 72              | Primagaz Compétition ( Team Obermaier) Porsche 962C (C1) Lässig - Yver - de Dryver      | 13              | Primagaz Compétition ( Courage Compétition) Cougar C20 (C1) Raphanel - Courage - Regout |
| 5    | 18                 | Rothmans Porsche AG Porsche 962C (C1) Wollek - Mass - Schuppan                        | 4              | Silk Cut Jaguar ( Tom Walkinshaw Racing) Jaguar XJR-8 (C1) Cheever - Boesel - Lammers | 13              | Primagaz Compétition ( Courage Compétition) Cougar C20 (C1) Raphanel - Courage - Regout | 11              | Porsche Kremer Racing Porsche 962C (C1) Fouché - Konrad - Taylor                        |

### Classement final de la course

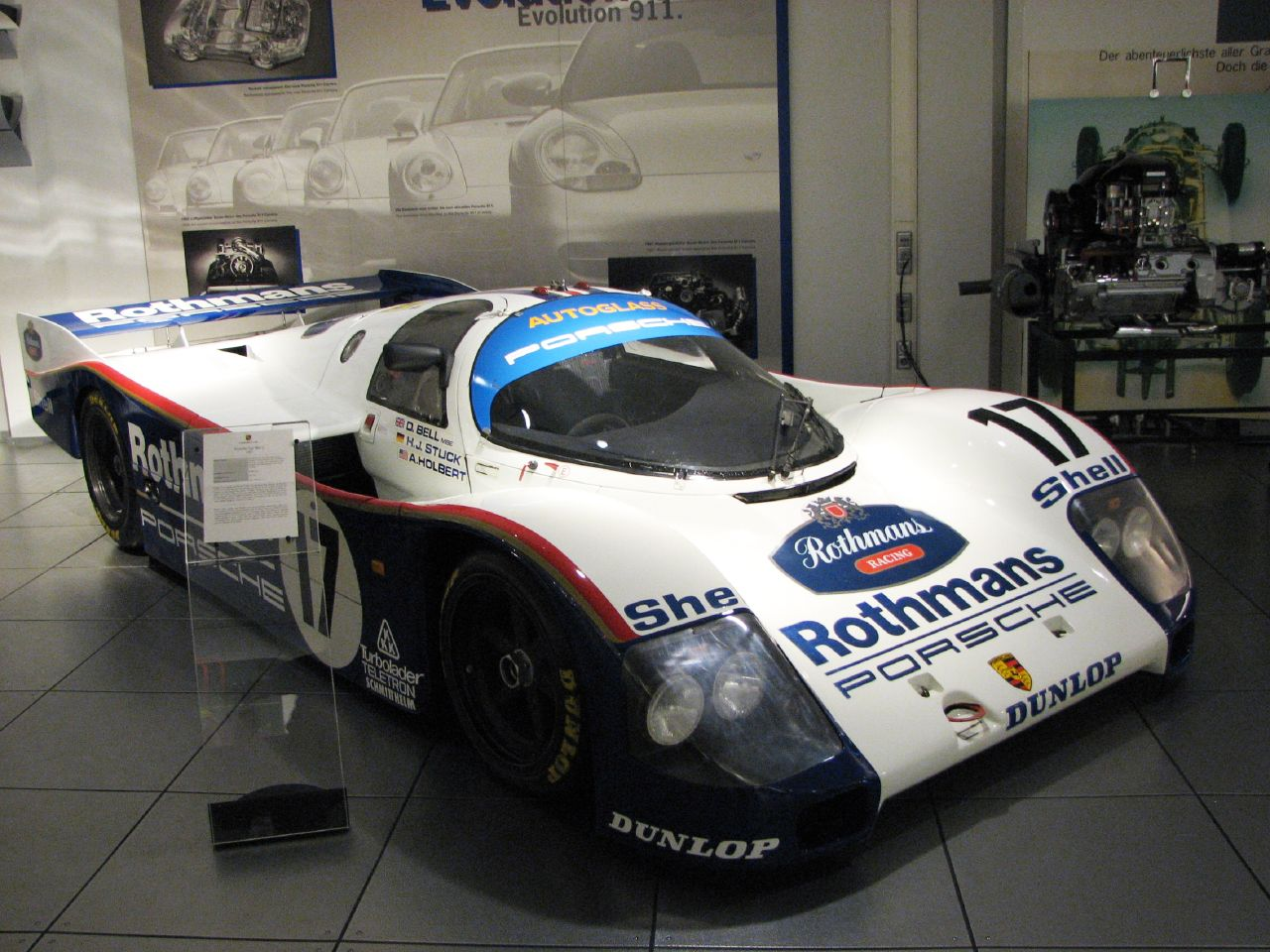
La Porsche 962C ayant remporté les 24 Heures du Mans.

Voici le classement officiel au terme des 24 heures de course.
- Les vainqueurs de chaque catégorie sont signalés par un fond jauni.
- Pour la colonne Pneus, il faut passer le curseur au-dessus du modèle pour connaître le manufacturier de pneumatiques.

| Pos.  | Catégorie | N°  | Concurrent (Écurie si différent du concurrent)     | Pilotes                                                | Châssis                            | Pneus | Tours |
| Pos.  | Catégorie | N°  | Concurrent (Écurie si différent du concurrent)     | Pilotes                                                | Moteur                             | Pneus | Tours |
| ----- | --------- | --- | -------------------------------------------------- | ------------------------------------------------------ | ---------------------------------- | ----- | ----- |
| 1     | C1        | 17  | Rothmans Porsche AG                                | Hans-Joachim Stuck Derek Bell Al Holbert               | Porsche 962C                       | D     | 354   |
| 1     | C1        | 17  | Rothmans Porsche AG                                | Hans-Joachim Stuck Derek Bell Al Holbert               | Porsche Type-935 3.0L Turbo Flat-6 | D     | 354   |
| 2     | C1        | 72  | Primagaz Compétition ( Team Obermaier)             | Jürgen Lässig Pierre Yver Bernard de Dryver            | Porsche 962C                       | G     | 334   |
| 2     | C1        | 72  | Primagaz Compétition ( Team Obermaier)             | Jürgen Lässig Pierre Yver Bernard de Dryver            | Porsche Type-935 2.8L Turbo Flat-6 | G     | 334   |
| 3     | C1        | 13  | Primagaz Compétition ( Courage Compétition)        | Pierre-Henri Raphanel Yves Courage Hervé Regout        | Cougar C20                         | M     | 331   |
| 3     | C1        | 13  | Primagaz Compétition ( Courage Compétition)        | Pierre-Henri Raphanel Yves Courage Hervé Regout        | Porsche Type-935 2.8L Turbo Flat-6 | M     | 331   |
| 4     | C1        | 11  | Porsche Kremer Racing                              | George Fouché Franz Konrad Wayne Taylor                | Porsche 962C                       | Y     | 326   |
| 4     | C1        | 11  | Porsche Kremer Racing                              | George Fouché Franz Konrad Wayne Taylor                | Porsche Type-935 2.8L Turbo Flat-6 | Y     | 326   |
| 5     | C1        | 4   | Silk Cut Jaguar ( Tom Walkinshaw Racing)           | Eddie Cheever Raul Boesel Jan Lammers                  | Jaguar XJR-8                       | D     | 324   |
| 5     | C1        | 4   | Silk Cut Jaguar ( Tom Walkinshaw Racing)           | Eddie Cheever Raul Boesel Jan Lammers                  | Jaguar 6.9L V12                    | D     | 324   |
| 6     | C2        | 111 | Spice Engineering                                  | Gordon Spice Fermín Vélez Philippe de Henning          | Spice SE86C                        | A     | 320   |
| 6     | C2        | 111 | Spice Engineering                                  | Gordon Spice Fermín Vélez Philippe de Henning          | Ford Cosworth DFL 3.3L V8          | A     | 320   |
| 7     | GTP       | 202 | Mazdaspeed Co. Ltd.                                | David Kennedy Mark Galvin (en) Pierre Dieudonné        | Mazda 757                          | D     | 318   |
| 7     | GTP       | 202 | Mazdaspeed Co. Ltd.                                | David Kennedy Mark Galvin (en) Pierre Dieudonné        | Mazda 13G 2.0L 3-Rotor             | D     | 318   |
| 8     | C2        | 102 | Ecurie Ecosse                                      | David Leslie Ray Mallock Marc Duez                     | Ecosse C286                        | Y     | 307   |
| 8     | C2        | 102 | Ecurie Ecosse                                      | David Leslie Ray Mallock Marc Duez                     | Ford Cosworth DFL 3.3L V8          | Y     | 307   |
| 9     | C2        | 121 | Cosmik GP Motorsport                               | Dudley Wood Costas Los Tom Hessert                     | Tiga GC287                         | G     | 274   |
| 9     | C2        | 121 | Cosmik GP Motorsport                               | Dudley Wood Costas Los Tom Hessert                     | Ford Cosworth DFL 3.3L V8          | G     | 274   |
| 10    | C2        | 114 | Team Tiga-Ford Denmark                             | Thorkild Thyrring John Sheldon Ian Harrower            | Tiga GC287                         | A     | 271   |
| 10    | C2        | 114 | Team Tiga-Ford Denmark                             | Thorkild Thyrring John Sheldon Ian Harrower            | Ford Hart DBT-E 2.3L Turbo I4      | A     | 271   |
| 11    | C2        | 177 | Louis Descartes ( ALD Automobiles Louis Descartes) | Jacques Heuclin Dominique Lacaud Louis Descartes       | ALD 03                             | A     | 269   |
| 11    | C2        | 177 | Louis Descartes ( ALD Automobiles Louis Descartes) | Jacques Heuclin Dominique Lacaud Louis Descartes       | BMW M88 3.5L I6                    | A     | 269   |
| 12    | C1        | 40  | Graff Racing                                       | Jean-Philippe Grand Gaston Rahier Jacques Terrien      | Rondeau M482                       | G     | 259   |
| 12    | C1        | 40  | Graff Racing                                       | Jean-Philippe Grand Gaston Rahier Jacques Terrien      | Ford Cosworth DFL 3.3L V8          | G     | 259   |
| N. c. | C2        | 108 | Roland Bassaler                                    | Jean-François Yver Yves Hervalet Hervé Bourjade        | Sauber SHS C6                      | A     | 257   |
| N. c. | C2        | 108 | Roland Bassaler                                    | Jean-François Yver Yves Hervalet Hervé Bourjade        | BMW M88 3.5L I6                    | A     | 257   |
| N. c. | C2        | 127 | Chamberlain Engineering                            | Nick Adams Graham Duxbury Richard Jones (en)           | Spice SE86C                        | A     | 239   |
| N. c. | C2        | 127 | Chamberlain Engineering                            | Nick Adams Graham Duxbury Richard Jones (en)           | Hart 418T 1.8L Turbo I4            | A     | 239   |
| N. c. | C2        | 178 | Louis Descartes ( ALD Automobiles Louis Descartes) | Michel Lateste Gérard Tremblay Sylvain Boulay          | ALD 02                             | A     | 235   |
| N. c. | C2        | 178 | Louis Descartes ( ALD Automobiles Louis Descartes) | Michel Lateste Gérard Tremblay Sylvain Boulay          | BMW M88 3.5L I6                    | A     | 235   |
| Abd.  | C2        | 181 | Dune Motorsport                                    | Neil Crang Jean Krucker Duncan Bain                    | Tiga GC287                         | A     | 260   |
| Abd.  | C2        | 181 | Dune Motorsport                                    | Neil Crang Jean Krucker Duncan Bain                    | Rover V64V 3.0L V6                 | A     | 260   |
| Abd.  | C1        | 6   | Silk Cut Jaguar ( Tom Walkinshaw Racing)           | Martin Brundle John Nielsen Armin Hahne                | Jaguar XJR-8                       | D     | 231   |
| Abd.  | C1        | 6   | Silk Cut Jaguar ( Tom Walkinshaw Racing)           | Martin Brundle John Nielsen Armin Hahne                | Jaguar 6.9L V12                    | D     | 231   |
| Abd.  | C2        | 123 | Charles Ivey Racing                                | John Cooper Tom Dodd-Noble Max Cohen-Olivar            | Tiga GC287                         | G     | 224   |
| Abd.  | C2        | 123 | Charles Ivey Racing                                | John Cooper Tom Dodd-Noble Max Cohen-Olivar            | Porsche Type-935 2.6L Turbo Flat-6 | G     | 224   |
| Abd.  | C2        | 116 | Luigi Taverna ( Technoracing)                      | Luigi Taverna Evan Clements Patrick Trucco             | Alba AR3                           | A     | 219   |
| Abd.  | C2        | 116 | Luigi Taverna ( Technoracing)                      | Luigi Taverna Evan Clements Patrick Trucco             | Ford Cosworth DFL 3.3L V8          | A     | 219   |
| Abd.  | GTX       | 203 | Rothmans Porsche AG                                | René Metge Claude Haldi Kees Nierop                    | Porsche 961                        | D     | 199   |
| Abd.  | GTX       | 203 | Rothmans Porsche AG                                | René Metge Claude Haldi Kees Nierop                    | Porsche Type-935 2.8L Turbo Flat-6 | D     | 199   |
| Abd.  | C1        | 23  | Nissan Motorsport                                  | Kazuyoshi Hoshino Kenji Takahashi Keiji Matsumoto      | Nissan March R87E                  | B     | 181   |
| Abd.  | C1        | 23  | Nissan Motorsport                                  | Kazuyoshi Hoshino Kenji Takahashi Keiji Matsumoto      | Nissan VEJ30 3.0L Turbo V8         | B     | 181   |
| Abd.  | C2        | 103 | John Bartlett Racing                               | Tim Lee-Davey Robin Donovan Raymond Boutinaud (de)     | Bardon DB1/2                       | A     | 172   |
| Abd.  | C2        | 103 | John Bartlett Racing                               | Tim Lee-Davey Robin Donovan Raymond Boutinaud (de)     | Ford Cosworth DFL 3.0L V8          | A     | 172   |
| Abd.  | C2        | 125 | Vetir Racing Team                                  | Jean-Claude Justice Patrick Oudet Bruno Sotty          | Tiga GC84                          | A     | 164   |
| Abd.  | C2        | 125 | Vetir Racing Team                                  | Jean-Claude Justice Patrick Oudet Bruno Sotty          | Ford Cosworth DFL 3.3L V8          | A     | 164   |
| Abd.  | C1        | 5   | Silk Cut Jaguar ( Tom Walkinshaw Racing)           | Jan Lammers John Watson Win Percy                      | Jaguar XJR-8                       | D     | 158   |
| Abd.  | C1        | 5   | Silk Cut Jaguar ( Tom Walkinshaw Racing)           | Jan Lammers John Watson Win Percy                      | Jaguar 6.9L V12                    | D     | 158   |
| Abd.  | C2        | 198 | Roy Baker Productions                              | David Andrews Mark Peters Mike Allison                 | Tiga GC286                         | A     | 139   |
| Abd.  | C2        | 198 | Roy Baker Productions                              | David Andrews Mark Peters Mike Allison                 | Ford Cosworth DFL 3.3L V8          | A     | 139   |
| Abd.  | C2        | 101 | Ecurie Ecosse                                      | Mike Wilds Les Delano Andy Petery                      | Ecosse C286                        | Y     | 135   |
| Abd.  | C2        | 101 | Ecurie Ecosse                                      | Mike Wilds Les Delano Andy Petery                      | Ford Cosworth DFL 3.3L V8          | Y     | 135   |
| Abd.  | C1        | 61  | Kouros Racing ( Sauber)                            | Mike Thackwell Henri Pescarolo Hideki Okada            | Sauber C9                          | M     | 123   |
| Abd.  | C1        | 61  | Kouros Racing ( Sauber)                            | Mike Thackwell Henri Pescarolo Hideki Okada            | Mercedes-Benz M117 5.0L Turbo V8   | M     | 123   |
| Abd.  | C1        | 3   | Brun Motorsport                                    | Bill Adam Richard Spénard Scott Goodyear               | Porsche 962C                       | M     | 120   |
| Abd.  | C1        | 3   | Brun Motorsport                                    | Bill Adam Richard Spénard Scott Goodyear               | Porsche Type-935 2.8L Turbo Flat-6 | M     | 120   |
| Abd.  | C1        | 32  | Nissan Motorsport                                  | Masahiro Hasemi Takao Wada Aguri Suzuki                | March R87E                         | D     | 117   |
| Abd.  | C1        | 32  | Nissan Motorsport                                  | Masahiro Hasemi Takao Wada Aguri Suzuki                | Nissan VEJ30 3.0L Turbo V8         | D     | 117   |
| Abd.  | C1        | 15  | Equipe Liqui Moly ( Richard Lloyd Racing)          | Jonathan Palmer James Weaver Price Cobb                | Porsche 962C                       | G     | 112   |
| Abd.  | C1        | 15  | Equipe Liqui Moly ( Richard Lloyd Racing)          | Jonathan Palmer James Weaver Price Cobb                | Porsche Type-935 2.8L Turbo Flat-6 | G     | 112   |
| Abd.  | C1        | 1   | Brun Motorsport                                    | Michel Trollé Paul Belmondo Pierre de Thoisy           | Porsche 962C                       | M     | 88    |
| Abd.  | C1        | 1   | Brun Motorsport                                    | Michel Trollé Paul Belmondo Pierre de Thoisy           | Porsche Type-935 2.8L Turbo Flat-6 | M     | 88    |
| Abd.  | C1        | 29  | Italya Sports ( Richard Lloyd Racing)              | Anders Olofsson Alain Ferté Patrick Gonin              | March 86                           | Y     | 86    |
| Abd.  | C1        | 29  | Italya Sports ( Richard Lloyd Racing)              | Anders Olofsson Alain Ferté Patrick Gonin              | Nissan VG30ET 3.0L Turbo V6        | Y     | 86    |
| Abd.  | C1        | 2   | Brun Motorsport                                    | Oscar Larrauri Jesús Pareja Uwe Schäfer                | Porsche 962C                       | M     | 40    |
| Abd.  | C1        | 2   | Brun Motorsport                                    | Oscar Larrauri Jesús Pareja Uwe Schäfer                | Porsche Type-935 2.8L Turbo Flat-6 | M     | 40    |
| Abd.  | C1        | 37  | Toyota Team Tom's                                  | Tiff Needell Masanori Sekiya Kaoru Hoshino             | Toyota 87C                         | B     | 39    |
| Abd.  | C1        | 37  | Toyota Team Tom's                                  | Tiff Needell Masanori Sekiya Kaoru Hoshino             | Toyota 3S-GTM 2.1L Turbo I4        | B     | 39    |
| Abd.  | C1        | 62  | Kouros Racing ( Sauber)                            | Chip Ganassi Johnny Dumfries Mike Thackwell            | Sauber C9                          | M     | 37    |
| Abd.  | C1        | 62  | Kouros Racing ( Sauber)                            | Chip Ganassi Johnny Dumfries Mike Thackwell            | Mercedes-Benz M117 5.0L Turbo V8   | M     | 37    |
| Abd.  | GTP       | 201 | Mazdaspeed Co. Ltd.                                | Yoshimi Katayama Yojiro Terada Takashi Yorino          | Mazda 757                          | D     | 34    |
| Abd.  | GTP       | 201 | Mazdaspeed Co. Ltd.                                | Yoshimi Katayama Yojiro Terada Takashi Yorino          | Mazda 13G 2.0L 3-Rotor             | D     | 34    |
| Abd.  | C1        | 36  | Toyota Team Tom's                                  | Alan Jones Geoff Lees Eje Elgh                         | Toyota 87C                         | B     | 19    |
| Abd.  | C1        | 36  | Toyota Team Tom's                                  | Alan Jones Geoff Lees Eje Elgh                         | Toyota 3S-GTM 2.1L Turbo I4        | B     | 19    |
| Abd.  | C2        | 113 | José Thibault                                      | José Thibault André Heinrich                           | Chevron B36                        | A     | 18    |
| Abd.  | C2        | 113 | José Thibault                                      | José Thibault André Heinrich                           | Talbot (ROC) PRV 3.0L V6           | A     | 18    |
| Abd.  | C1        | 18  | Rothmans Porsche AG                                | Bob Wollek Jochen Mass Vern Schuppan                   | Porsche 962C                       | D     | 16    |
| Abd.  | C1        | 18  | Rothmans Porsche AG                                | Bob Wollek Jochen Mass Vern Schuppan                   | Porsche Type-935 3.0L Turbo Flat-6 | D     | 16    |
| Abd.  | C1        | 51  | Secateva ( WM)                                     | Jean-Daniel Raulet François Migault Pascal Pessiot     | WM P86                             | M     | 14    |
| Abd.  | C1        | 51  | Secateva ( WM)                                     | Jean-Daniel Raulet François Migault Pascal Pessiot     | Peugeot PRV 2.8L Turbo V6          | M     | 14    |
| Abd.  | C2        | 118 | Olindo Iaccobelli ( Chamberlain Engineering)       | Olindo Iacobelli Jean-Louis Ricci Georges Tessier      | Royale RP40                        | M     | 13    |
| Abd.  | C2        | 118 | Olindo Iaccobelli ( Chamberlain Engineering)       | Olindo Iacobelli Jean-Louis Ricci Georges Tessier      | Ford Cosworth DFL 3.3L V8          | M     | 13    |
| Abd.  | C1        | 52  | Secateva ( WM)                                     | Roger Dorchy Philippe Gache Dominique Delestre         | WM P87                             | M     | 13    |
| Abd.  | C1        | 52  | Secateva ( WM)                                     | Roger Dorchy Philippe Gache Dominique Delestre         | Peugeot PRV 2.8L Turbo V6          | M     | 13    |
| Abd.  | C2        | 200 | Dahm Cars Racing Team                              | Peter Fritsch Teddy Pilette Jean-Paul Libert (de)      | Argo JM19                          | G     | 12    |
| Abd.  | C2        | 200 | Dahm Cars Racing Team                              | Peter Fritsch Teddy Pilette Jean-Paul Libert (de)      | Porsche Type-930 3.2L Turbo Flat-6 | G     | 12    |
| Abd.  | C1        | 8   | Joest Racing                                       | Frank Jelinski Stanley Dickens Hurley Haywood          | Porsche 962C                       | G     | 7     |
| Abd.  | C1        | 8   | Joest Racing                                       | Frank Jelinski Stanley Dickens Hurley Haywood          | Porsche Type-935 2.8L Turbo Flat-6 | G     | 7     |
| Abd.  | C1        | 10  | Porsche Kremer Racing                              | Kris Nissen Volker Weidler Kunimitsu Takahashi         | Porsche 962C                       | Y     | 6     |
| Abd.  | C1        | 10  | Porsche Kremer Racing                              | Kris Nissen Volker Weidler Kunimitsu Takahashi         | Porsche Type-935 2.8L Turbo Flat-6 | Y     | 6     |
| Abd.  | C2        | 117 | Team Lucky Strike Schanche                         | Martin Schanche Will Hoy Robin Smith                   | Argo JM19B                         | G     | 5     |
| Abd.  | C2        | 117 | Team Lucky Strike Schanche                         | Martin Schanche Will Hoy Robin Smith                   | Zakspeed 1.8L Turbo I4             | G     | 5     |
| Abd.  | C1        | 7   | Joest Racing                                       | Sarel van der Merwe David Hobbs Chip Robinson          | Porsche 962C                       | G     | 4     |
| Abd.  | C1        | 7   | Joest Racing                                       | Sarel van der Merwe David Hobbs Chip Robinson          | Porsche Type-935 2.8L Turbo Flat-6 | G     | 4     |
| Abd.  | C1        | 42  | Noël del Bello ( Noël del Bello Racing)            | Pierre-Alain Lombardi Gilles Lempereur Jacques Guillot | Sauber C8                          | G     | 4     |
| Abd.  | C1        | 42  | Noël del Bello ( Noël del Bello Racing)            | Pierre-Alain Lombardi Gilles Lempereur Jacques Guillot | Mercedes-Benz M117 5.0L Turbo V8   | G     | 4     |
| N. p. | C1        | 19  | Rothmans Porsche AG                                | Kees Nierop Price Cobb Vern Schuppan                   | Porsche 962C                       | D     | -     |
| N. p. | C1        | 19  | Rothmans Porsche AG                                | Kees Nierop Price Cobb Vern Schuppan                   | Porsche Type-935 2.8L Turbo Flat-6 | D     | -     |

Détail :
- La no 108 Sauber SHS C6, la no 127 Spice SE86C et la no 178 ALD 02 n'ont pas été classées pour distance parcourue insuffisante (moins de 70 % de la distance parcourue par le 1er de l'épreuve).

## Pole position et record du tour
- Pole position : Bob Wollek sur no 18 Porsche 962 C - Rothmans Porsche AG en 3 min 21 s 09.
- Meilleur tour en course : Johnny Dumfries sur no 62 Sauber C9 - Kouros Racing en 3 min 25 s 40.

## Tours en tête
- no 17 Porsche 962 C - Rothmans Porsche A.G. : 285 (1-2 / 6-13 / 17-22 / 32-36 / 44 / 48-49 / 55-63 / 110-116 / 119-354)
- no 18 Porsche 962 C - Rothmans Porsche A.G. : 3 (3-5)
- no 5 Jaguar XJR 8 - Silk Cut Jaguar/Tom Walkinshaw Racing : 1 (5)
- no 4 Jaguar XJR 8 - Silk Cut Jaguar/Tom Walkinshaw Racing : 7 (15-16 / 27-31)
- no 6 Jaguar XJR 8 - Silk Cut Jaguar/Tom Walkinshaw Racing : 67 (23-26 / 37-43 / 45-47 / 50-54 / 64-109 / 117-118)

## À noter
- Longueur du circuit : 13,535 km
- Distance parcourue : 4 791,780 km
- Vitesse moyenne : 199,657 km/h
- Écart avec le 2e : 259,785 km
- 180 000 spectateurs